# یواس‌اس چستر (سی‌ال-۱)
یواس‌اس چستر (سی‌ال-۱) (به انگلیسی: USS Chester (CL-1)) یک کشتی بود که طول آن ۴۲۳٫۱ فوت (۱۲۹٫۰ متر) بود. این کشتی در سال ۱۹۰۷ ساخته شد.